# بنفت
شركة بنفت (The Benefit Company) هي شركة التبديل المحلي في مملكة البحرين للتعامل مع أجهزة الصراف الآلي ومعاملات نقاط البيع. أنشئت في عام 1997 مع ترخيص خاص من مصرف البحرين المركزي بأنه مزود الخدمات المساعدة للقطاع المالي وهي الشبكة المالية الوحيدة من نوعها في البلاد.

## أجهزة الصراف الآلي ونقاط البيع
تشمل الخدمات الأولية الاستفادة من ربط خدمات الصراف الآلي للبنوك المحلية في البحرين والتعامل مع التسويات. وبالإضافة إلى ذلك فإنها تقوم بتوصيل نقاط البيع للجميع في المملكة.
بالإضافة إلى التبديل المحلي فإن الشركة ترتبط بدول مجلس التعاون الخليجي وتم تأسيس اتصال أيضا مع شيتاب في إيران عام 2005 وذلك لربط جميع المستخدمين مع إيران.

## بوابة الدفع
في عام 2006 قدمت الشركة خدمة بوابة الدفع وهو دمج المزيد من البنوك المحلية على مركز دفع واحد للسماح للبنوك والتجار بإجراء المعاملات عبر الإنترنت.

## مقاصة الشيكات الإلكترونية
في مايو 2012 تم تشغيل نظام اختيار الاقتطاع في البلاد وبالتالي تمكين 29 مصرفا في المملكة لتسوية الشيكات في نفس اليوم.

## البنوك الأعضاء في الشبكة
- المؤسسة العربية المصرفية
- بنك الحبيب
- بنك البحرين والكويت
- سيتي بنك
- إتش إس بي سي
- مصرف الشامل
- بيت التمويل الكويتي
- بنك البحرين الوطني
- ستاندرد تشارترد
- بنك البحرين الإسلامي
- البنك الأهلي المتحد
- البنك البحريني السعودي
- بنك الكويت الوطني
- بنك أبوظبي الوطني
- المصرف الخليجي التجاري
- بنك المشرق
- مصرف السلام

```
*
بنك الإسكان
```

- بنك البركة
- بنك أي سي أي سي أي
- بنك الدولة في الهند